# Acorn Archimedes
O Acorn Archimedes foi o primeiro computador doméstico de uso geral da Acorn Computers baseado em sua própria UCP RISC ARM de 32 bits. O nome é também utilizado geralmente para descrever computadores baseados na mesma arquitetura, mesmo quando a Acorn não incluiu Archimedes no nome oficial.

## Descrição e história

### Primeiros modelos
Os primeiros modelos foram lançados em junho de 1987, como séries 300 e 400. A série 400 incluía quatro slots de expansão (embora um backplane com dois slots pudesse ser adicionado aos modelos da série 300 como um upgrade oficial, e terceiros produzissem seus próprios backplanes de quatro slots) e um controlador ST506 para um disco rígido interno. Ambos os modelos incluíam o SO Arthur (posteriormente rebatizado de RISC OS), linguagem de programação BBC BASIC e um emulador do precedente BBC Micro da Acorn, e eram montados num gabinete de duas peças, com uma pequena unidade central encimada por um monitor e um teclado e mouse de três botões separados. Todos os modelos apresentavam som estéreo onboard de 8 canais e eram capazes de exibir 256 cores na tela.
Três modelos foram produzidos inicialmente, com diferentes quantitativos de memória, os A305, A310 e A440.

## Lista de modelos
| Modelo                 | Memória (RAM) | Capacidade do HD                 | Data de lançamento | Preço original de varejo no Reino Unido | Notas |
| ---------------------- | ------------- | -------------------------------- | ------------------ | --------------------------------------- | --- |
| BBC Archimedes 305     | 512 KiB       | -                                | Julho de 1987      | £899                                    | - |
| BBC Archimedes 310     | 1 MB          | -                                | Julho de 1987      | £999                                    | - |
| Acorn Archimedes 410   | 1 MB          | -                                | Julho de 1987      | £1299                                   | Divulgado, mas não produzido comercialmente ("vaporware")                                                       |
| Acorn Archimedes 440   | 4 MB          | 20 MB                            | Julho de 1987      | £1499                                   | - |
| BBC A3000              | 1 MB          | -                                | Maio de 1989       | £799                                    | Este foi o último modelo BBC Micro                                                                              |
| Acorn Archimedes 410/1 | 1 MB          | - (interface ST506 na placa-mãe) | Junho de 1989      | £999                                    | Controlador de memória MEMC1A aperfeiçoado em relação ao 410 original                                           |
| Acorn Archimedes 420/1 | 2 MB          | 20 MB ST506                      | Junho de 1989      | £1099                                   | - |
| Acorn Archimedes 440/1 | 4 MB          | 40 MB ST506                      | Junho de 1989      | £1299                                   | Controlador de memória MEMC1A aperfeiçoado em relação ao 440 original                                           |
| Acorn R140             | 4 MB          | 47 MB ST506                      | Junho de 1989      | £3500                                   | workstation RISC iX                                                                                             |
| Acorn Archimedes 540/1 | 4 MB          | 100 MB SCSI                      | Junho de 1990      | £ ?                                     | processador ARM3                                                                                                |
| Acorn R225             | 4 MB          | -                                | Julho de 1990      | £ ?                                     | processador ARM3, RISC iX estação de rede                                                                       |
| Acorn R260             | 8 MB          | 100 MB SCSI                      | Julho de 1990      | £ ?                                     | processador ARM3, estação RISC iX                                                                               |
| Acorn A5000            | 1 MB ou 4 MB  | 0 MB a 160 MB IDE                | Setembro de 1991   | £999 ou £1499                           | processador ARM3, lançado com vários sub-modelos                                                                |
| Acorn A4               | 2 MB ou 4 MB  | 0 MB ou 60 MB IDE (2,5")         | Junho de 1992      | £1399 ou £1699                          | Notebook com processador ARM3 em 24 MHz (1 MHz mais lento que o usual), monitor LCD de 640x480 em tons de cinza |
| Acorn A3010            | 1 MB          | -                                | Setembro de 1992   | £499                                    | processador ARM250                                                                                              |
| Acorn A3020            | 2 MB          | 0 MB - 80 MB IDE (2,5")          | Setembro de 1992   | £799                                    | processador ARM250                                                                                              |
| Acorn A4000            | 2 MB          | 0 MB - 210 MB IDE                | Setembro de 1992   | £999                                    | processador ARM250                                                                                              |

Também produziu, mas nunca vendeu comercialmente:
- A500 - 4 RAM, interface ST506, máquina de desenvolvimento Archimedes[1]
- A680 e M4 - 8 MB RAM, SCSI na placa-mãe, máquinas de desenvolvimento RISC iX